# ینو کاموتی
ینو کاموتی (مجاری: Kamuti Jenő؛ زادهٔ ۱۷ سپتامبر ۱۹۳۷) ورزشکار شمشیربازی اهل مجارستان است.
وی در مسابقات کشوری و بین‌المللی در مجموع برندهٔ ۲ مدال نقره شده‌است.